# Mljekarica (Vermeer)
Mljekarica je slavna slika koju je naslikao nizozemski barokni slikar Johannes Vermeer oko 1658. godine.
To je prikaz mirne koncentracije tijekom svakodnevnih poslova koji poprima monumentalnu veličinu zahvaljujući gotovo religijskoj posvećenosti služavke. Okupane u hladno svjetlo podrumskog prozora površine i materijali, kao što su: mjed, vrč, lončarija i kruh, naslikani su preciznim realizmom, dok je samo mlijeko prikazano viskoznom bojom tako da se doima kako teče bez prestanka. Komplementarni pigmenti plave i žute dovode do gotovo apstraktnog sklada prizora. Plava je vjerojatno ultramarin koji se pravi od poludragog kamena lapis-lazuli, što ga je činilo najskupljim pigmentom i u prošlim stoljećima bio je rezerviran za važne dijelove slike, primjerice „Gospin ogrtač”. Ova mljekarica se može protumačiti kao utjelovljenje dobrotvorstva jer nas prisustvo kruha i mlijeka navodi na zaključak da služavka zapravo sprema kašu, koja je u to doba bila osnovna hrana invalida i male djece. Kutija na podu pored pločice s prikazom Kupida, je zapravo drvena klupica koja je služila za nošenje užarenog ugljena za grijanje postelje.
Tragovi svjetla na kruhu nagovješćuju da je za njihovo slikanje korištena camera obscura. Ta je naprava bila prethodnik suvremene kamere, a sastojala se od tamne kutije s malenim otvorom (kasnije s lećom) na jednom zidu. Svjetlo koje je prolazilo kroz rupu bi stvorilo naopaku sliku stvarnosti s druge strane zida, a koju je umjetnik mogao vjerno kopirati. Vermeer je, po uzoru na druge delftske umjetnike kao što je Carel Fabritius (1622. – 1654.), najvjerojatnije koristio ovu spravu kako bi razvio svoje kompozicije.
Prikaz Vermeerove Mljekarice napravio je i hrvatski slikar Vinko Barić u svom ciklusu Zečji barok.

## Vanjske poveznice
- Rijksmuseum page for this work  Arhivirana inačica izvorne stranice od 13. srpnja 2012. (Wayback Machine)
- 'Essential Vermeer' detailed, interactive analysis on 'The Milkmaid' (engl.)